# B-Ware
Als B-Ware, auch Ware zweiter Wahl (kurz zweite Ware oder Zweitware) genannt, werden im Gegensatz zur A-Ware (erste Wahl) und C-Ware (dritte Wahl) Verkaufsartikel bezeichnet, die aus dem normalen Vertrieb eines Händlers herausfallen und zum Sonderpreis angeboten werden, dabei aber neu beziehungsweise neuwertig und voll funktionsfähig sind. Die Einschränkung der Gewährleistung bei B-Ware auf ein Jahr ist in Deutschland unzulässig.

## Unterscheidungen
Bei Waren zweiter Wahl kann es sich handeln um:
- Nicht mehr original verpackte, aber als neu geltende Artikel: Dabei handelt es sich um Artikel, die nur einmal ausgepackt und vorgeführt beziehungsweise vom Kunden angesehen wurden sowie um Retouren aus dem Versandhandel.
- Artikel, die kleine Fehler aufweisen: Hierzu gehören neuwertige Vorführgeräte, Muster- und Ausstellungsstücke sowie Kartonageschäden, bei denen die Originalverpackung beschädigt wurde oder fehlt. Diese Artikel weisen ansonsten keine oder eher geringfügige, optische Mängel (Gebrauchsspuren) auf, die keinen Einfluss auf die Funktionsfähigkeit des Gegenstandes haben.
- Sogenannte Serviceware: Dies sind Artikel, die bereits einmal repariert und so in einen neuwertigen Stand zurückversetzt wurden.
- Rest- oder Sonderposten, also überzählige Restware.
- Swap Stocks: Hierbei handelt es sich um Ware, die zum Zweck des Garantieumtausches im Herstellerlager vorgehalten wird. Wenn die Geräte auslaufen, gelangen diese Artikel ebenfalls in den Verkauf.[5]

Als B-Ware ausgezeichnete Stücke werden zu Sonderpreisen mit unterschiedlichen Preisnachlässen verkauft.
Die Bezeichnung B-Ware für materielle Produkte sollte nicht mit Bezeichnungen wie beispielsweise B-Movie bzw. B-Film in der Filmindustrie verwechselt werden. Hier handelt es sich lediglich um Small-Budget-Filme, welche dennoch Ursprungsqualität aus erster Hand besitzen.